# Шавиш
Ша́виш (порт. Chaves; ['ʃavɨʃ]) — город в Португалии, центр одноимённого муниципалитета в составе округа Вила-Реал. Город и муниципалитет входит в экономико-статистический регион Северный регион и субрегион Алту-Траз-уж-Монтиш. По старому административному делению входил в провинцию Траз-уж-Монтиш и Алту-Дору. Общая площадь муниципалитета — 591,23 км², численность населения муниципалитета — 37 590 (2021), что на 8,9 % меньше чем в 2011 году.

## Расположение
Город расположен в 52 км на северо-восток от административного центра округа города Вила-Реал. Муниципалитет разделён на 39 приходов.
Муниципалитет граничит:
- на севере — Испания
- на востоке — муниципалитет Виньяйш
- на юго-востоке — муниципалитет Валпасуш
- на юго-западе — муниципалитет Вила-Пока-де-Агиар
- на западе — муниципалитет Ботикаш, Монталегре

## История
Город основан в 1258 году.

## Население
| 1801   | 1849   | 1864   | 1900   | 1930   | 1960   | 1981   | 1991   | 2001   | 2006   | 2011   | 2021   |
| 31 651 | 17 356 | 31 818 | 36 781 | 40 703 | 57 244 | 45 884 | 40 941 | 43 668 | 44 187 | 41 243 | 37 590 |

## Экономика
Основными источниками дохода жителей являются сельское хозяйство и сфера услуг. Традиционное процветание Шавиша происходит, главным образом, благодаря очень плодородной равнине длиной 9 км и шириной от 3 до 5 км, называемой veiga. Благодаря орошению, здесь можно интенсивно выращивают картофель, кукурузу, рожь, кормовые культуры, овощи. В целом земля разделена на небольшие участки, возделывание которых редко является экономически выгодным. В южной части есть несколько молочных ферм и предприятие по производству молока, но в самой долине коров мало. В целом большинство местных  фермеров пенсионного возраста, и сельское хозяйство часто является скорее хобби, чем профессией.
Помимо сельского хозяйства, существуют небольшие предприятия по производству стекла, плитки и продуктов питания. Также в Шавише расположено несколько предприятий по добыче и отделке гранита, а также три кирпичных завода в южной части города. Кроме того, муниципалитету принадлежат два завода по производству минеральной воды, расположенные в Видагу.

## Транспорт
Шавиш обслуживается автомагистралью A24, которая связывает город с югом, с Визеу, Коимброй и Фигейра-да-Фош, соединяясь с Вила-Пока-ди-Агиар по автомагистрали A7 (которая служит воротами в южный Трас-уш-Монтес) и N103 из Брагансы в Брагу. Шавиш расположен в 415 километрах от Лиссабона, в 105 километрах от Порту и всего в 55 километрах от столицы округа Вила-Реал.
С 1921 и по 1990 год Шавиш был северной конечной станцией линии Коргу, узкоколейной железной дороги, которая связывала Шавиш с Вила-Реалем и Регуа (узловая станция для основных поездов, идущих в Порту). Участок между Шавишом и Вила-Реалем закрылся в 1990 году, а остальная часть линии закрылась в 2009 году.
Город также обслуживает аэропорт ШавишChaves Airfield, небольшой аэродром с одной взлётно-посадочной полосой для лёгких самолётов.

## Достопримечательности
- Римский мост (Шавиш)
- Старая церковь святого Франциско (на протяжении трёх столетий была местом упокоения первого герцога Браганса).

## Известные уроженцы
- Коутиньо, Родриго де Соуза (1755—1812) — португальский и бразильский политический, дипломатический и государственный деятель, историк, писатель. 1-й граф де Линарес. Член Королевской академии наук в Лиссабоне.
- Кошта Гомиш, Франсишку да (1914—2001) — португальский политический и военный деятель, 15-й Президент Португалии (1974—1976), Председатель Революционного совета Португалии и начальник Генерального штаба португальской армии в период перехода к конституционному правлению после Революции гвоздик 1974 года, маршал Португалии (1981).
- Сантуш Марту, Антониу Аугусту душ (род. в 1947) — португальский кардинал
- Алвиш, Жуан (род. в 1980) — португальский футболист, обладатель Кубка Португалии 2006/2007 в составе «Спортинга» и чемпион Европы по футболу 1999 среди юношей до 18 лет.

## Районы (приходы)
| - Агуаш-Фриаш - Анелье - Аркоссо - Бобадела - Буштелу - Калван - Села - Симу-де-Вила-да-Каштаньейра - Куралья - Эйраш - Эрведеду - Файойнш - Лама-де-Аркуш | - Лойвуш - Мадалена - Майруш - Морейраш - Ногейра-да-Монтанья - Осидреш - Ора - Отейру-Секу - Парадела - Повуа-де-Аграсойнш - Редонделу - Рориш - Самайойнш | - Санфинш - Санжурже - Санта-Круш - Триндаде - Санта-Леокадия - Санта-Мария-Майор - Санту-Антониу-де-Монфорте - Санту-Эштеван - Сан-Педру-де-Агоштен - Сан-Жулиан-де-Монтенегру - Сан-Висенте - Сеара-Велья - Сельяриш - Сотелинью-да-Райа | - Сотелу - Траванкаш - Тронку - Вале-де-Анта - Видагу - Вила-Верде-да-Райа - Вилар-де-Нантеш - Виларелью-да-Райа - Виларинью-даш-Параньейраш - Вилаш-Боаш - Вилела-Сека - Вилела-ду-Тамега |

## Еда
- Pastel de Chaves
- Presunto de Chaves
- Folar de Chaves
- Pão de Chaves

## Фотогалерея
- Мост Траяна
- Площадь Пелоринью
- Torre de Menagem
- Церковь Мадалены — вид с реки
- Церковь Мадалены
- Мост Траяна Ex-Libris
- Замок Монфорти
- Замок Святого Эштевана
- Городская библиотека